# Algemene Nationale Gegevensbank
De Algemene Nationale Gegevensbank (ANG) (Frans: Banque de données Nationale Générale, BNG) is een databank van de Belgische politie waarin gegevens zijn geregistreerd over personen, organisaties, plaatsen, gebeurtenissen, voertuigen, voorwerpen en nummers. Hij is in 2002 gecreëerd en wordt beheerd door zowel de federale als de lokale politie, en dit ten behoeve van zowel hun bestuurlijke als gerechtelijke politietaken. Hij wordt ook gebruikt bij het screenen van politierekruten en bewakingsagenten.

## Toegang en bewerking

### Politie
Elke politieagent kan de ANG raadplegen en beschikt daartoe over een gebruikersprofiel. Voor het toevoegen of bewerken is een machtiging nodig. De informatie mag afkomstig zijn uit zeer diverse bronnen: regulier politiewerk, verkeerscontroles, informanten, bewakingscamera’s, observaties van manifestaties, bijzondere opsporingsmethodes...
Het ordenen en bijhouden van de gegevens gebeurt door de Dienst Politionele Informatie (DSB).

### Andere overheden
Een aantal instanties hebben rechtstreeks toegang tot de databank: Staatsveiligheid, de douane, de Witwascel, het OCAD, de Dienst Vreemdelingenzaken... Ook toezichthouders kunnen de ANG rechtstreeks consulteren: het Comité P, het Comité I en het Controleorgaan binnen de Privacycommissie.
Buitenlandse politiediensten en internationale organisaties zoals Interpol kunnen onrechtstreeks informatie uit de ANG opvragen. Na het aannemen van een koninklijk besluit zullen ze de mogelijkheid krijgen de gegevensbank direct te bevragen.

### Burgers
Burgers kunnen niet te weten komen wat er over hen in de ANG staat. Wel kunnen ze de Privacycommissie laten nagaan of hun gegevens zijn verwerkt zoals de Privacywet dat voorschrijft. Indien de Privacycommissie onregelmatigheden vaststelt, kan ze vragen om de volgende maatregelen te nemen:
- verbetering van gegevens
- schrapping van gegevens
- verstrekking van andere gegevens
- verbod op communicatie van gegevens

## Inhoud
Alles met "concreet belang" kan in de databank worden opgenomen. Het gaat dan niet alleen over verdachten, maar ook over getuigen, omstaanders, slachtoffers enz.

## Toezicht
Misbruik van de gegevensbank is strafbaar. Het toezicht wordt uitgeoefend door het Comité P en, wat de verwerking van persoonsgegevens betreft, de Privacycommissie. Overtreders kunnen ook een tuchtsanctie oplopen.

## Regelgeving
- Politiewet[3]
- Omzendbrief nr. GPI 75 van 15 oktober 2013[4]

## Kritiek
Sporadisch is er kritiek op een of ander aspect van de ANG. Het ging dan onder meer al over:
- het registreren van kinderen;
- het bijhouden van politieke, syndicale, filosofische, seksuele... gezindheid;
- ethnic profiling;[5]
- te grote omvang (in 2014 had al meer dan 20% van de Belgen een fiche);[6]
- te veel oneigenlijk gebruik (bv. bij de dood van zangeres Yasmine zouden meer dan duizend agenten informatie over de omstandigheden hebben opgezocht in de ANG).[2]

## Voetnoten
1. ↑  Artikel 13 van de Wet van 8 december 1992 voor de bescherming van de persoonlijke levenssfeer ten opzichte van de verwerking van persoonsgegevens
2. 1 2  Opschorting van straf voor politieman die in databanken snuffelt, De Morgen, 1 maart 2012. Gearchiveerd op 1 juni 2016.
3. ↑  Artikelen 44/1 tot 44/11/13 [sic] van de wet op het politieambt en de geïntegreerde politie
4. ↑  Gemeenschappelijke richtlijn van de Ministers van Justitie en Binnenlandse Zaken betreffende de door de politiediensten na te leven procedureregels in het kader van de onrechtstreekse toegang tot de persoonsgegevens die zij in het kader van de uitoefening van hun opdrachten van gerechtelijke en bestuurlijke politie verwerken in de algemene nationale gegevensbank
5. ↑  Wouter Van Bellingen  (25 april 15). Gevaar voor etnic profiling: 'De databank van de politie is problematisch op zich'. Knack
6. ↑  ALGEMENE NATIONALE GEGEVENSBANK. bigbrotherawards.be. Gearchiveerd op 26 juni 2016.